# Pallavolo ai IX Giochi del Mediterraneo - Torneo maschile
Il torneo maschile di pallavolo ai IX Giochi del Mediterraneo si è svolto nel 1983 a Casablanca, in Marocco, durante i IX Giochi del Mediterraneo. Al torneo hanno partecipato 8 squadre nazionali di stati che si affacciano sul Mar Mediterraneo e la vittoria finale è andata per la seconda volta all'Italia.

## Classifica finale
| Classifica | Squadre    |
| ---------- | ---------- |
|            | Italia     |
|            | Francia    |
|            | Grecia     |
| 4          | Jugoslavia |
| 5          | Egitto     |
| 6          | Spagna     |
| 7          | Turchia    |
| 8          | Algeria    |